# Субботник (село)
Суббо́тник (укр. Суботник, крымскотат. Qoñurça, Къонъурча) — село в Джанкойском районе Республики Крым, входит в состав Масловского сельского поселения (согласно административно-территориальному делению Украины — Масловского сельского совета Автономной Республики Крым).

## Население
| 2001 | 2014 |
| ---- | ---- |
| 496  | ↘361 |

Всеукраинская перепись 2001 года показала следующее распределение по носителям языка
| Язык             | Процент |
| ---------------- | ------- |
| русский          | 36.9    |
| украинский       | 33.67   |
| крымскотатарский | 27.42   |
| другие           | 0.2     |

### Динамика численности
| - 1805 год — 47 чел. - 1864 год — 14 чел. - 1900 год — 22 чел. - 1915 год — 20/6 чел. - 1926 год — 11 чел. | - 1989 год — 552 чел. - 2001 год — 496 чел. - 2009 год — 467 чел. - 2014 год — 361 чел. |

## Современное состояние
На 2017 год в Субботнике числится 5 улиц; на 2009 год, по данным сельсовета, село занимало площадь 45,3 гектара на которой, в 172 дворах, проживало 467 человек. В селе действуют библиотека

## География
Субботник — село на севере района, в степном Крыму, на правом берегу маловодной балки (реки) Заветленинская (ранее Алкалы), впадающей в Сиваш, высота центра села над уровнем моря — 7 м.
Ближайшие сёла: Пушкино — в 0,7 километра на север, Маслово — в 3,5 км на юг и Ветвистое в 4 км на юго-восток, там же ближайшая железнодорожная станция — Мамут (по шоссе примерно в 9 километрах). Расстояние до райцентра — около 16 километров (по шоссе). Транспортное сообщение осуществляется по региональной автодороге 35Н-137 Субботник — до автодороги 35Н-136 Комсомольское — Завет Ленинский (по украинской классификации — С-0-10412).

## История
Современное село возникло примерно на месте старинного селения Конурча, или Конурчи.
Первое документальное упоминание встречается в Камеральном Описании Крыма… 1784 года, судя по которому, в последний период Крымского ханства Кокердже входил в Дип Чонгарский кадылык Карасубазар ского каймаканства.
ППосле присоединения Крыма к России (8) 19 апреля 1783 года, (8) 19 февраля 1784 года, именным указом Екатерины II сенату, на территории бывшего Крымского Ханства была образована Таврическая область и деревня была приписана к Перекопскому уезду. После Павловских реформ, с 1796 по 1802 год, входила в Перекопский уезд Новороссийской губернии. По новому административному делению, после создания 8 (20) октября 1802 года Таврической губернии, Конурчи был включён в состав Биюк-Тузакчинской волости Перекопского уезда.
По Ведомости о всех селениях в Перекопском уезде состоящих с показанием в которой волости сколько числом дворов и душ… от 21 октября 1805 года, в деревне Конурчи числилось 8 дворов, 45 крымских татар и 2 ясыров. На военно-топографической карте 1817 года деревня Коурча обозначена пустующей, видимо, вследствие эмиграции крымских татар в Турцию, но уже, в результате реформы волостного деления 1829 года Конурчи, согласно «Ведомости о казённых волостях Таврической губернии 1829 года», числился в составе Тузакчинской волости. На карте 1836 года в деревне 12 дворов, а на карте 1842 года, Конурча обозначен условным знаком «малая деревня», то есть, менее 5 дворов.
В «Списке населённых мест Таврической губернии по сведениям 1864 года», составленном по результатам VIII ревизии 1864 года, Конурчи — владельческая деревня, с 2 дворами и 14 жителями при балке безъименной, а, согласно «Памятной книжке Таврической губернии за 1867 год», деревня Конурча была покинута жителями в 1860—1864 годах, в результате эмиграции крымских татар, особенно массовой после Крымской войны 1853—1856 годов, в Турцию и оставалась незаселённой в развалинах. И если на трехверстовой карте 1865 года Конурчи ещё обозначен, то на карте, с корректурой 1876 года деревни уже нет.
Возрождена деревня была в самом конце века — по «…Памятной книжке Таврической губернии на 1892 год» в сведениях о Богемской волости записан Конурчи, но никаких данных о деревне, кроме названия, не приведено<. По «…Памятной книжке Таврической губернии на 1900 год» на хуторе Конурча числилось 22 жителя в 3 дворах. В 1903 году, согласно энциклопедическому словарю «Немцы России», при деревне, на арендной земле, был основан немецкий лютеранский хутор. По Статистическому справочнику Таврической губернии. Ч.II-я. Статистический очерк, выпуск пятый Перекопский уезд, 1915 год, в Богемской волости Перекопского уезда числилась деревня Конурчи (вакуф) — 3 двора (все дворы с землёй) с татарским населением в количестве 12 человек приписных жителей, из которых 6 мужчин и 6 женщин. Жители владели 30 десятинами удобной земли. В хозяйствах имелось 6 лошадей, 3 коров. и 30 голов мелкого скота. Также существовал одноимённый хутор — 1 двор с немецким населением, 8 приписных и 6 «посторонних», из которых 10 мужчин и 4 женщин. При хуторе числилось 550 десятин земли, хозяйств имелось 7 лошадей, 18 волов и 3 коровы.
После установления в Крыму Советской власти, по постановлению Крымревкома от 8 января 1921 года № 206 «Об изменении административных границ» была упразднена волостная система и в составе Джанкойского уезда был создан Джанкойский район. В 1922 году уезды преобразовали в округа. 11 октября 1923 года, согласно постановлению ВЦИК, в административное деление Крымской АССР были внесены изменения, в результате которых округа были ликвидированы, основной административной единицей стал Джанкойский район и село включили в его состав. Согласно Списку населённых пунктов Крымской АССР по Всесоюзной переписи 17 декабря 1926 года, на хуторе Конурчи, Таганашского сельсовета Джанкойского района, числилось 3 двора, все крестьянские, население составляло 11 человек. В национальном отношении учтено 7 немцев и 4 русских. Время возникновения современного села и присвоения ему нынешнего названия пока точно не установлено: на километровой карте Генштаба Красной армии 1941 года обозначены Конурчи, а, на двухкилометровке РККА 1942 года подписано, как Ударник.
В 1944 году, после освобождения Крыма от фашистов, 12 августа 1944 года было принято постановление № ГОКО-6372с «О переселении колхозников в районы Крыма» и в сентябре 1944 года в район приехали первые новосёлы (27 семей) из Каменец-Подольской и Киевской областей, а в начале 1950-х годов последовала вторая волна переселенцев из различных областей Украины. С 25 июня 1946 года Ударник в составе Крымской области РСФСР. В 1954 году село передано в состав Украинской ССР. Время включения в Завет-Ленинский сельсовет пока не установлено: на 15 июня 1960 года село уже числилось в его составе. В период с 1 января 1968 по 1974 год Субботник переподчинён Масловскому. По данным переписи 1989 года в селе проживало 552 человека. С 12 февраля 1991 года село в восстановленной Крымской АССР, 26 февраля 1992 года переименованной в Автономную Республику Крым. С 21 марта 2014 года в составе Крыма аннексировано Россией.
12 мая 2016 года парламент Украины, не признающий российскую аннексию, принял постановление о переименовании села в Конурчу (укр. Конурча), в соответствии с законами о декоммунизации, однако данное решение не вступает в силу до «возвращения Крыма под общую юрисдикцию Украины».